# Вишня-антипка
Ви́шня-анти́пка, кучина, кугина, вишня магалебська слива магалебська, слива магалепська,  вишня магалепська, черемховник магалебський, черемховник магалепський, антипка (Prunus mahaleb) — багаторічна рослина родини розових. Декоративне та медодайне дерево, плоди якого мають обмежене застосування у кулінарії.

## Опис
Кущ, іноді невелике дерево 2-4, зрідка до 10 метрів заввишки, має широку крону. Попри невелику висоту стовбур у старих особин може сягати 40 см завтовшки. Кора сіра з добре помітними сочевичками на молодих гілках та дрібними тріщинками на старих. Листки гладкі, блискучі, із пилчастим краєм, 15-5 см завдовжки. Квіти білі, численні, завширшки до 1 см, зібрані в негусті суцвіття. Плоди — дрібні, чорні, терпкі на смак ягоди.
Число хромосом 2n = 16.

## Екологія та поширення
Рослина світлолюбна, відносно теплолюбна, хоча витримує несильні морози, посухостійка. Квітне у травні.
Природний ареал антипки охоплює країни Середземномор'я, де вона зростає на теренах Марокко, Іспанії, Греції, Туреччини, а також на Балканському півострові. З часом він поширився і на країни Центральної та Східної Європи, зокрема, Німеччину, Угорщину. 

## В Україні
Поширена кугина і в Україні, зокрема на Поділлі та в Криму. А найстаріший екземпляр вишні-антипки України росте в Чернігові - на Валу. Дереву понад 100 років, на висоті 1,5 м має в охопленні 3 м, висота – 10 м, на рівні 1,3 м воно галузиться на дві скелетні гілки. Зацвітає на межі квітня-травня і є улюбленим місцем для фотосесій чернігівців. У 2021 році цю вишню-антипку лікував арборист Володимир Вєтроградський - він оцінив вік дерева у 115-120 років і припустив, що лікування подовжить вік приблизно на 80 років.
На відміну від культурних вишень ягоди антипки не придатні до споживання, втім у країнах Середземномор'я розмелене насіння магалебської вишні використовують як ароматичну та смакову приправу до тіста. В інших регіонах її використовують переважно як підщепу для культурних сортів вишні та черешні.